# Southern Lord
Southern Lord es un sello musical estadounidense fundado en 1998 por el músico Greg Anderson.
Inicialmente, Southern Lord es especializó en lo que podría ser clasificado como metal experimental, particularmente en los subgéneros doom metal, stoner rock y drone metal. En este ámbito, entre los artistas destacados del sello se encuentran Earth, Om, Goatsnake, Khanate, Pelican y Sunn O))), entre otros.
Más recientemente, la disquera ha expandido su alineación al incluir bandas de black metal, incorporando lanzamientos de Twilight, Wolves in the Throne Room, Xasthur y Striborg. Asimismo, Southern Lord ha publicado álbumes de bandas de hardcore punk y crust punk como Burning Love y Wolfbrigade.

## Artistas

### Actuales
| - A Storm of Light - Agrimonia - Ascend - Baptists - Black Breath - Black Cobra - BL'AST - Bowl Ethereal - Brotherhood - Burning Love - Burning Witch - Centuries - Corrosion of Conformity - Crypt Rot - Darkest Hour | - Dead In The Dirt - Eagle Twin - Earth - Earthride - Electric Funeral - Excel - Fontanell - Glorior Belli - Goatsnake - Gust - Heartless - Hessian A.D. - High Command - High on Fire - Jesus Piece | - Krömosom - Loincloth - Martyrdöd - Masakari - Nails - Nightfell - Noothgrush - Obliterations - Offenders - Orcustus - Oren Ambarchi - Orthodox - Pelican - Planks - Poison Idea | - Power Trip - Ruin - Wino - Sunn O))) - The Accüsed - The Secret - Today Is the Day - Torch Runner - Trap Them - Unsane - Wartorn - Weedeater - Wolfbrigade - Wolves in the Throne Room - Xibalba |

### Anteriores
- Acephalix
- All Pigs Must Die
- Alpinist
- Attila Csihar
- Balaclava
- Boris
- Capricorns
- Church of Misery
- Clown Alley
- Corrosion of Conformity
- Craft
- Drainland
- Early Graves
- Electric Wizard
- Enabler
- Final Warning
- From Ashes Rise
- Frost
- Glorior Belli
- Gore
- Graves at Sea
- Grief
- Internal Void
- Khanate
- Lair of the Minotaur
- Lumbar
- Lurker of Chalice
- Mondo Generator
- Mord
- Nachtmystium
- Nails
- Mondo Generator
- Nortt
- Nuclear Death
- Off!
- Oiltanker
- Om
- Oren Ambarchi
- Orthodox
- Outlaw Order
- Pentagram
- Place of Skulls
- Planks
- Probot
- Saint Vitus
- Sarabante
- Seven Sisters of Sleep
- Sleep
- Striborg
- Striborg
- Tangorodrim
- Teeth of Lions Rule the Divine
- The Hidden Hand
- The Obsessed
- Thorr's Hammer
- Thou
- Thrones
- Toadliquor
- Twilight
- Urgehal
- Warhorse
- Wild//Tribe
- Xasthur
- The Want